# Vexillum

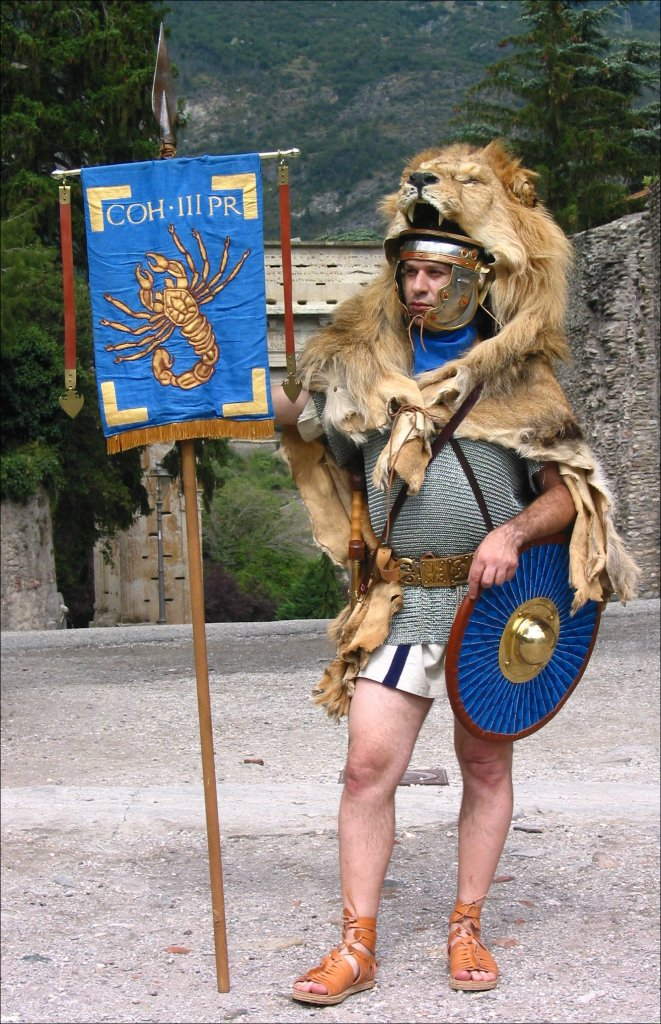
Un homme porte une reproduction d'un costume de l'époque romaine. Le vexillum qu'il tient dans sa main droite comprend un scorpion, le signe de la garde prétorienne pour honorer Tibère qui fit construire le camp des prétoriens à Rome (le signe zodiacal de Tibère était un scorpion). Photo : Associazione Culturale Cisalpina — Cohors III Praetoria

Le vexillum est un étendard ou drapeau, pièce d'étoffe carrée attachée par le haut à une traverse horizontale, comme les bannières des églises, par opposition à l'enseigne (signum), qui n'était qu'une hampe surmontée de l'image d'un aigle, d'un cheval, etc. Les vexillum étaient utilisés comme enseignes uniques et particulières des unités de l'armée romaine notamment celles de la cavalerie.
Mot latin, vexillum se traduit en français par vexille. Sont issus de ce mot les termes vexillologie et vexillophilie, qui désignent respectivement l'étude des bannières, drapeaux et étendards, et leur collection.